# Marco Ballotta
Marco Ballotta, italijanski nogometaš, * 3. april 1964, Casalecchio di Reno, Italija.
Ballotta je nekdanji italijanski nogometni vratar. V sezoni 2005/06 je podrl rekord Dina Zoffa, kajti z 42 leti je postal najstarejši igralec, ki je kdajkoli nastopil v Serie A. Rekord bo morda še popravil, kajti aktiven je tudi v sezoni 2006/07. 
Kariero je začel že leta 1982 v nižjih italijanskih ligah, dve leti kasneje pa je preko Bologne prestopil v Modeno, kjer je ostal vse do leta 1991. V Serie A je debitiral leta 1991 v dresu Cesene, nato pa je za tri leta prestopil v Parmo in osvojil italijanski pokal in Pokal pokalnih zmagovalcev. 
Po eni sezoni v Brescii (1994/95) je z Reggiano, ki jo je takrat treniral Carlo Ancelotti znova igral v Serie A, leta 1997 pa je za tri sezone okrepil rimski Lazio. Leta 2000 je osvojil scudetto, že prej pa se je dvakrat veselil zmage v italijanskem pokalu. 
Po enem letu v Interju, se je leta 2001 vrnil v Modeno, s katero se je takoj uvrstil v Serie A in v sledeči sezoni tudi uspel izboriti vnovičen obstanek. Leta 2004 je okrepil Treviso in se nenadejano spet veselil napredovanja v Serie A. Leta 2008 je kariero končal spet pri Laziu.